# Aaron V. Brown
Aaron Venable Brown (15 de agosto de 1795 - 8 de março de 1859) foi um político americano, o 17º governador do Estado do Tennessee, com mandato de 1845 a 1847. Também diretor geral do serviço postal dos Estados Unidos a partir de 1857 até sua morte em 1859. Ele também cumpriu três mandatos na Câmara dos Representantes dos Estados Unidos, de 1839 até 1845. Durante a Guerra Mexicano-Americana, fez uma convocação estadual de 2.800 voluntários, no entanto o apelo foi respondida por mais de 30.000, ajudando a solidificar a reputação do estado como berço de voluntários e originar o apelido "Volunteer State".

## Início de vida
Brown nasceu no Condado de Brunswick, Virgínia, um dos onze filhos de Aarão e Elizabeth Melton Brown. Seu pai era um pastor Metodista. Brown estudou na Westrayville Academy no Condado de Nash, na Carolina do Norte e se formou na University of North Carolina at Chapel Hill em 1814, quando foi o orador oficial de sua classe. Brown estudou direito com o juiz James Trimble em Nashville, Tennessee, e foi admitido à advocacia em 1817. Em 1818 ele mudou-se para o estado americano do Tennessee, no Condado de Giles e associou-se em um escritório de advocacia com o futuro presidente dos Estados Unidos James K. Polk.

## Carreria política
Brown foi membro do senado do estado de Tennessee de 1821 a 1825 e de 1827 a 1829. Também cumpriu dois mandatos na câmara dos representantes do Tennessee, de 1831 a 1835. Em 1839 ele derrotou o incumbente Ebenezer J. Shields para a representar o 10º distrito do Tennessee na Câmara dos Representantes dos Estados Unidos e reelegeu-se para esta cadeira em 1841. Em 1843, com o redistritamento no Tennessee, ele foi eleito pelo 6º Distrito para mais um mandato na Câmara dos Representantes dos Estados Unidos. Como um congressista, ele empenhou-se para a anexação do Texas em 1843.

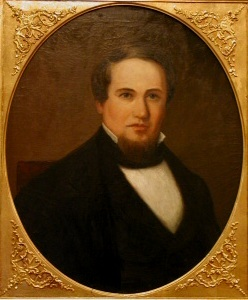
Brown retratado por Washington B. Cooper

Depois de seu terceiro mandato no Congresso, Brown inicialmente planejou aposentar-se e concentrar-se em seus negócios particulares, mas ele aceitou a nomeação democrata para governador em 1845. O empresário, James C. Jones, membro do popular partido Whig, não estava buscando a reeleição, e os Whigs, em vez disso, nomearam o senador Ephraim H. Foster. Nas eleições gerais, Brown perdeu no Tennessee Oriental e Ocidental, mas ganhou votos suficientes na populosa região central do Tennessee, para vencer a eleição por 1.400 votos num total de 115.000.
Quando começou a Guerra Mexicano-Americana, em grande parte graças as ações de seu amigo e antigo sócio, Polk, que nesta época era o Presidente dos Estados Unidos, Brown lançou uma convocação para reunir 2.800 soldados voluntários para o esforço de guerra. Mais de 30.000 voluntários responderam à chamada, solidificando a reputação do estado como um berço de voluntários, apelidado de Volunteer State, uma reputação que já havia sido adquirida quando os Tennesseanos responderam a uma chamada semelhante durante Guerra anglo-americana de 1812. Embora inicialmente popular, o apoio para a guerra foi diminuindo gradualmente, então Brown em sua tentativa de reeleição foi derrotado por Neill S. Brown em 1847.
Em 1850, Brown foi um delegado na Convenção de Nashville, que foi um encontro de delegados dos Estados escravagistas para considerar um plano de ação em razão do governo federal tentar proibir a escravidão. Brown e seu cunhado, Gideon Pillow, foram co-autores de uma resolução pedindo o apoio ao Compromisso de 1850. Este movimento foi rechaçado, mas a Convenção colocou à parte, pelo menos temporariamente, a questão da secessão.
Brown foi um delegado à Convenção Nacional Democrática em 1852, onde foram nomeados Franklin Pierce e William R. King. Em 1854, ele fez um discurso para as sociedades literárias da University of North Carolina.
Brown participou da Convenção Nacional Democrata de 1856, onde foi considerado um possível candidato para a vice-presidência dos Estados Unidos. No ano seguinte, o recém-eleito presidente James Buchanan nomeou-o diretor geral do serviço postal dos Estados Unidos, cargo que ele ocupou até sua morte.

## Morte
Brown morreu em 8 de março de 1859 e foi enterrado no cemitério de Mount Olivet em Nashville.

## Família
Brown casou com sua primeira esposa, Sarah Burrus, em data indeterminada, e tiveram seis filhos. Após a morte de Sarah ele casou com Cynthia Pillow Sanders, irmã de Gideon Pillow e viúva de John W. Sanders, e eles tiveram um filho. Hill McAlister, o bisneto de Brown, foi governador do Tennessee, em 1930.

## Fonte da tradução
- Este artigo foi inicialmente traduzido, total ou parcialmente, do artigo da Wikipédia em inglês cujo título é «Aaron V. Brown».